# Liban na Letnich Igrzyskach Olimpijskich Młodzieży 2010
Liban na Letnich Igrzyskach Olimpijskich Młodzieży w Singapurze w 2010 reprezentować będzie 5 sportowców w 4 dyscyplinach.

## Skład kadry

### Judo
- Caren Chammas

### Pływanie
- Abbas Raad
- Nibal Yamout

### Szermierka
- Rita Abou Jaoude

### Taekwondo
- Michel Samaha - kategoria 73 kg  brązowy medal